# Bobana Klikovac
Bobana Klikovac (født 27. Juli 1995 i Cetinje) er en kvindelig montenegrinsk håndboldspiller, som spiller for Alba Fehérvár KC og det montenegrinske landshold.